# The Hardest Part
The Hardest Part is de vierde single van het derde Coldplay-album X&Y. In het Verenigd Koninkrijk kwam het nummer op 3 april 2006 uit.

## Nummers

### Verenigd Koninkrijk

#### Promo CD
1. The Hardest Part – 4:25

#### Vinyl 12"
Er zou een Live EP uitkomen op 6 april maar deze is later geannuleerd.

### Gelimiteerde versie
Deze kwam uit in Australië, Nederland, Duitsland, Finland, Griekenland, Taiwan, Israël, Italië, Zweden en Oostenrijk.
1. The Hardest Part – 4:25
2. How You See The World (Live vanuit Earls Court)

## Video
De video voor de The Hardest Part werd gemaakt op een jachthaven in Saint Petersburg, Florida op 3 maart 2006. De video bevat een scène uit het jaren 80 programma Attitudes. De band is digitaal ingevoegd. De videoclip werd geregisseerd door Mary Wigmore en ook komt Chris Martins vader, Anthony Martin, erin voor. De première van de video was op 22 maart om 23:05 op Channel 4.

## Hitnotering
| The Hardest Part in de Nederlandse Top 40 - binnen: 13 mei 2006 | The Hardest Part in de Nederlandse Top 40 - binnen: 13 mei 2006 | The Hardest Part in de Nederlandse Top 40 - binnen: 13 mei 2006 | The Hardest Part in de Nederlandse Top 40 - binnen: 13 mei 2006 | The Hardest Part in de Nederlandse Top 40 - binnen: 13 mei 2006 | The Hardest Part in de Nederlandse Top 40 - binnen: 13 mei 2006 | The Hardest Part in de Nederlandse Top 40 - binnen: 13 mei 2006 | The Hardest Part in de Nederlandse Top 40 - binnen: 13 mei 2006 |
| Week                                                            | 01                                                              | 02                                                              | 03                                                              | 04                                                              | 05                                                              | 06                                                              |                                                                 |
| --------------------------------------------------------------- | --------------------------------------------------------------- | --------------------------------------------------------------- | --------------------------------------------------------------- | --------------------------------------------------------------- | --------------------------------------------------------------- | --------------------------------------------------------------- | --------------------------------------------------------------- |
| Nummer                                                          | 39                                                              | 29                                                              | 27                                                              | 25                                                              | 27                                                              | 34                                                              | uit                                                             |

### NPO Radio 2 Top 2000
| Nummer met noteringen in de NPO Radio 2 Top 2000 | '09 | '10 | '11 | '12 | '13 | '14  | '15  | '16  | '17  | '18  |
| ------------------------------------------------ | --- | --- | --- | --- | --- | ---- | ---- | ---- | ---- | ---- |
| The Hardest Part                                 | 568 | 835 | 810 | 822 | 926 | 1196 | 1280 | 1491 | 1743 | 1738 |

1. ↑  Een vetgedrukt getal geeft de hoogste notering aan.
2. ↑  2009 was het eerste jaar met een notering voor dit nummer.
3. ↑  Deze tabel is bijgewerkt tot en met de laatste editie (2024).